# Devil's Third
Devil's Third (デビルズサード) es un videojuego de acción publicado por Nintendo y desarrollado por Valhalla Game Studios para la videoconsola Wii U y para Windows, contando esta última solamente con la versión multijugador.
La fecha de publicación de la versión de Wii U para Japón es el 4 de agosto de 2015, para Europa y Oceanía el 28 y 29 del mismo mes y para Norteamérica el 11 de diciembre del mismo año.

## Jugabilidad
El juego es un shooter de acción en tercera persona combinado con juego de lucha cuerpo a cuerpo. Además, cuenta con juego en línea de hasta 16 jugadores simultáneos donde puedes crear tu propio clan y defender tus posiciones.

## Historia
La historia del juego se basa en la teoría del síndrome de Kessler. Los restos de los satélites artificiales en órbita han creado un efecto en cascada de colisiones, lo que lleva a la destrucción de casi todos los satélites, tanto civiles como militares. En la confusión resultante, la guerra estalla en todo el mundo cuando el equilibrio de poder militar se convierte en un caos. Las batallas de infantería se alteran en un mundo sin tecnología satelital. Se puede ver desde el concepto de arte que el juego se llevará a cabo en lugares de Asia y América.

## Desarrollo
Este es el primer juego desarrollado por Tomonobu Itagaki después de salir de Tecmo, en 2008, y formar su propio estudio de juegos, Valhalla Game Studios, con otros miembros del Team Ninja. El juego es distinto a los géneros Itagaki había trabajado anteriormente, como hack and slash y juegos de lucha, ya que este juego es un shooter en tercera persona.
Devil's Third cambió de motor de videojuego durante su desarrollo, debido a que la empresa responsable de su motor original se declaró en bancarrota. Desde entonces, Valhalla Game Studios han continuado el desarrollo mediante una adaptación del motor del desarrollador de videojuegos Relic Entertainment. Aunque la versión de Devil's Third para la Wii U no se confirmó en el momento, Itagaki informó que el juego se ejecutará perfectamente bien en el sistema. Devil's Third utiliza el motor Unreal Engine.
El juego fue anunciado originalmente por THQ, y fue planeado para ser lanzado en PlayStation 3 y Xbox 360. Este es también el primer juego Tomonobu Itagaki estaba desarrollando para la consola PlayStation 3. Tras el cierre de THQ, en 2013, los derechos de propiedad intelectual sobre Devil's Third fueron devuelto a Valhalla Game Studios y Nintendo se hizo de los derechos editoriales del título que se publicará para su propia consola.
- Datos: Q5267229